# Felsőregmec
Felsőregmec is een plaats (község) en gemeente in het Hongaarse comitaat Borsod-Abaúj-Zemplén. Felsőregmec telt 251 inwoners (2001).

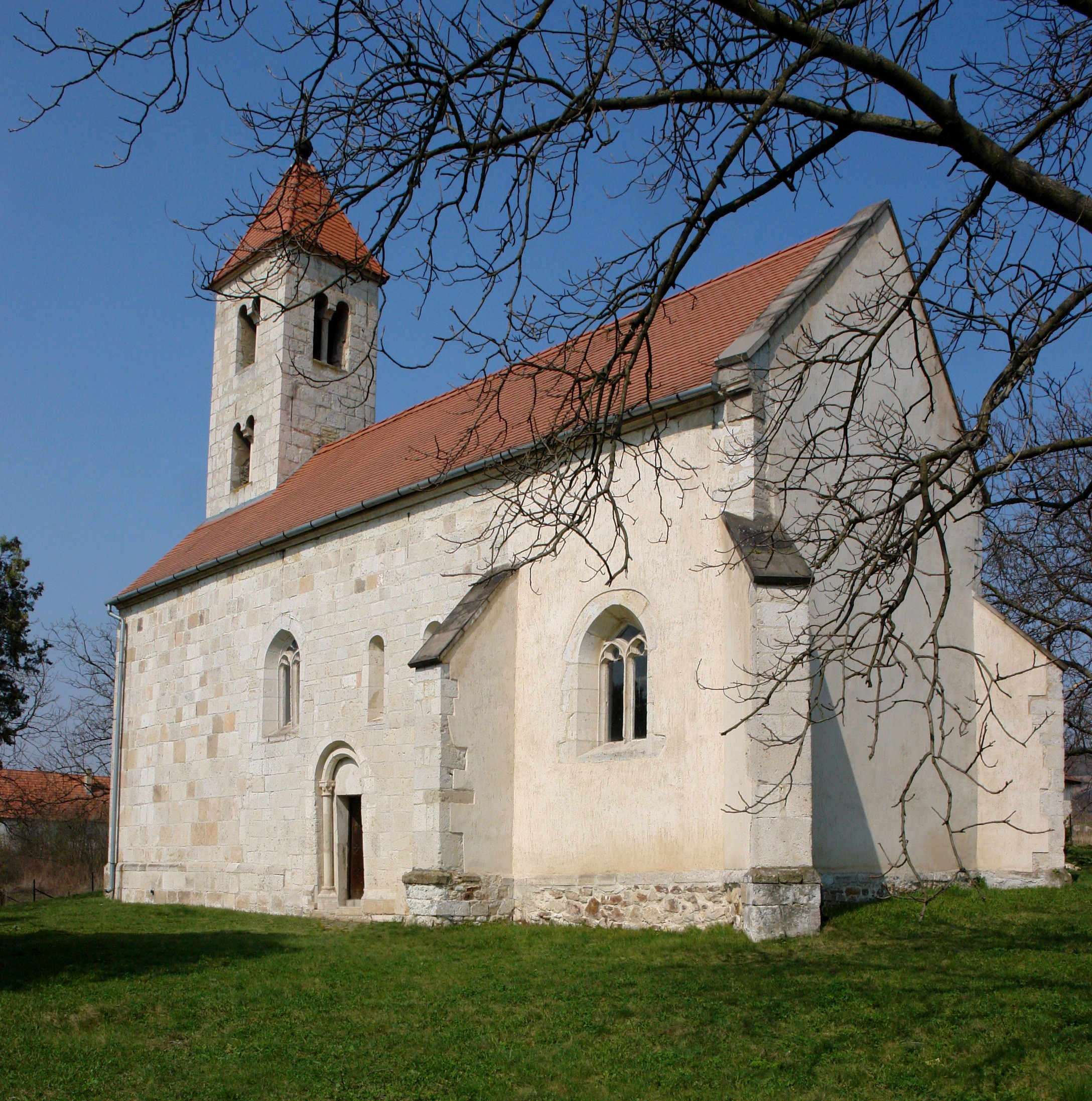